# Zbigniew Mazur
Zbigniew Edward Mazur (ur. 1961) – polski historyk, dr hab. nauk humanistycznych, adiunkt i dyrektor Instytutu Anglistyki Wydziału Humanistycznego Uniwersytetu Marii Curie-Skłodowskiej.

## Życiorys
W 1983 ukończył studia w zakresie filologii angielskiej na Uniwersytecie Marii Curie-Skłodowskiej w Lublinie, natomiast 26 maja 1993 obronił pracę doktorską pt. The Culture Contact: The Indian Impact on the Transformation of Engilsh Culture in Colonial Virginia, 1622-1677, 21 września 2011 habilitował się na podstawie pracy zatytułowanej The Power of Play: Leisure, Recreation and Cultural Hegemony in Colonial Virginia. W l. 1997-1998 stypendysta Programu Fulbrighta na University of Pennsylvania.
Został zatrudniony na stanowisku adiunkta, oraz dyrektora w Instytucie Anglistyki na Wydziale Humanistycznym Uniwersytetu Marii Curie-Skłodowskiej.